# Mongmong-Toto-Maite
Mongmong-Toto-Maite es un municipio de la isla de Guam (territorio no incorporado de los Estados Unidos) compuesto por tres pueblos separados al este de Agaña. Se desarrolló luego de la Segunda Guerra Mundial .
Mongmong colinda con el pantano de Agaña; Toto está situado al noreste cerca de Barrigada y  Maite está situada sobre los acantilados que dominan la bahía de Agaña y el mar de Filipinas.

## Demografía
La Oficina del Censo de EE. UU. tiene tres puntos censales : Maite, Mongmong, y Toto.
La población de la aldea ha disminuido desde el censo de 2010 de la isla. 

## Educación
El Sistema de Escuelas Públicas de Guam sirve a la isla. A los estudiantes del pueblo les corresponde la escuela secundaria George Washington, en Mangilao.
En lo que respecta a la Actividad Educativa del Departamento de Defensa (DoDEA), Mangilao se encuentra en la zona de transporte escolar para las escuelas primaria y media Andersen, mientras que la escuela secundaria de Guam es la única de su tipo que el DoDEA tiene en la isla.

## Localidades
- Apurguán

## Gobierno
| Comisionados de Mongmong-Toto-Maite |                      |                    |
| Nombre                              | Comienzo del mandato | Fin del mandato    |
| Manuel Q. San Miguel                | 1944                 | 1945               |
| José C. Dueñas                      | 1945                 | 1952               |
| Jesús M. Camacho                    | 1952                 | 1961               |
| José C. Farfán                      | 1961                 | 1 de enero de 1973 |

| Alcaldes de Mongmong-Toto-Maité |             |                      |                    |
| Nombre                          | Partido     | Comienzo del mandato | Fin del mandato    |
| José E. Santos                  | Republicano | 1 de enero de 1973   | 3 de enero de 1977 |
| Norberto F. Ungacta             | Demócrata   | 3 de enero de 1977   | 5 de enero de 1981 |
| Rodney J. Villagómez            | Republicano | 5 de enero de 1981   | 7 de enero de 1985 |
| Jesús C. Bamba                  | Demócrata   | 7 de enero de 1985   | 2 de enero de 1989 |
| Antonio D. Materne              | Republicano | 2 de enero de 1989   | 6 de enero de 1997 |
| Andrés C. Villagómez            | Republicano | 6 de enero de 1997   | 2 de enero de 2017 |
| Rudy A. Paco                    | Demócrata   | 2 de enero de 2017   | presente           |